# Chuối tách
Chuối tách là một món tráng miệng làm từ kem của Mỹ bao gồm một quả chuối lột vỏ được cắt đôi theo chiều dọc và ăn kèm với kem và nước sốt giữa hai miếng chuối. Có nhiều biến thể, nhưng chuối tách kiểu cổ điển được làm với ba muỗng kem (mỗi muỗng có vani, sô cô la và dâu tây). Nước sốt gồm hỗn hợp sô cô la, dâu tây và dứa là truyền thống được nhỏ vào kem, phủ kem tươi và quả anh đào maraschino. Có thể thêm vào các loại hạt nghiền (thường là đậu phộng hoặc quả óc chó) tùy ý muốn người dùng.
Phần chuối tách ban đầu được làm bằng ba muỗng kem có chứa hương vị khác nhau, phủ trái cây và phục vụ trên một quả chuối được tách theo chiều dọc ở giữa. Công thức ban đầu sử dụng dâu tây, quả mâm xôi và dứa nghiền với xi-rô marshmallow, các loại hạt cắt nhỏ và anh đào đen.
Nước sốt marshmallow của Strickler không còn được sử dụng làm lớp phủ trên nữa. Lớp trên cùng theo kiểu truyền thống được sử dụng trong món chuối tách ngày nay bao gồm dứa, dâu tây và sốt sô cô la, kem tươi, các loại hạt và anh đào. Mặt khác, nước sốt caramel là một loại nước sốt phi truyền thống được sử dụng trong các biến thể sau này của món chuối tách kiểu cổ điển.
Các biến thể của kiểu cổ điển có thể sử dụng loại chuối nướng, thử nghiệm với các hương vị khác nhau của kem như dừa hoặc cà phê, hoặc loại gia vị như caramel muối và bánh nướng bơ nóng.